# Arzberg (Naturschutzgebiet)
Koordinaten: 50° 44′ 57″ N, 10° 1′ 21″ O

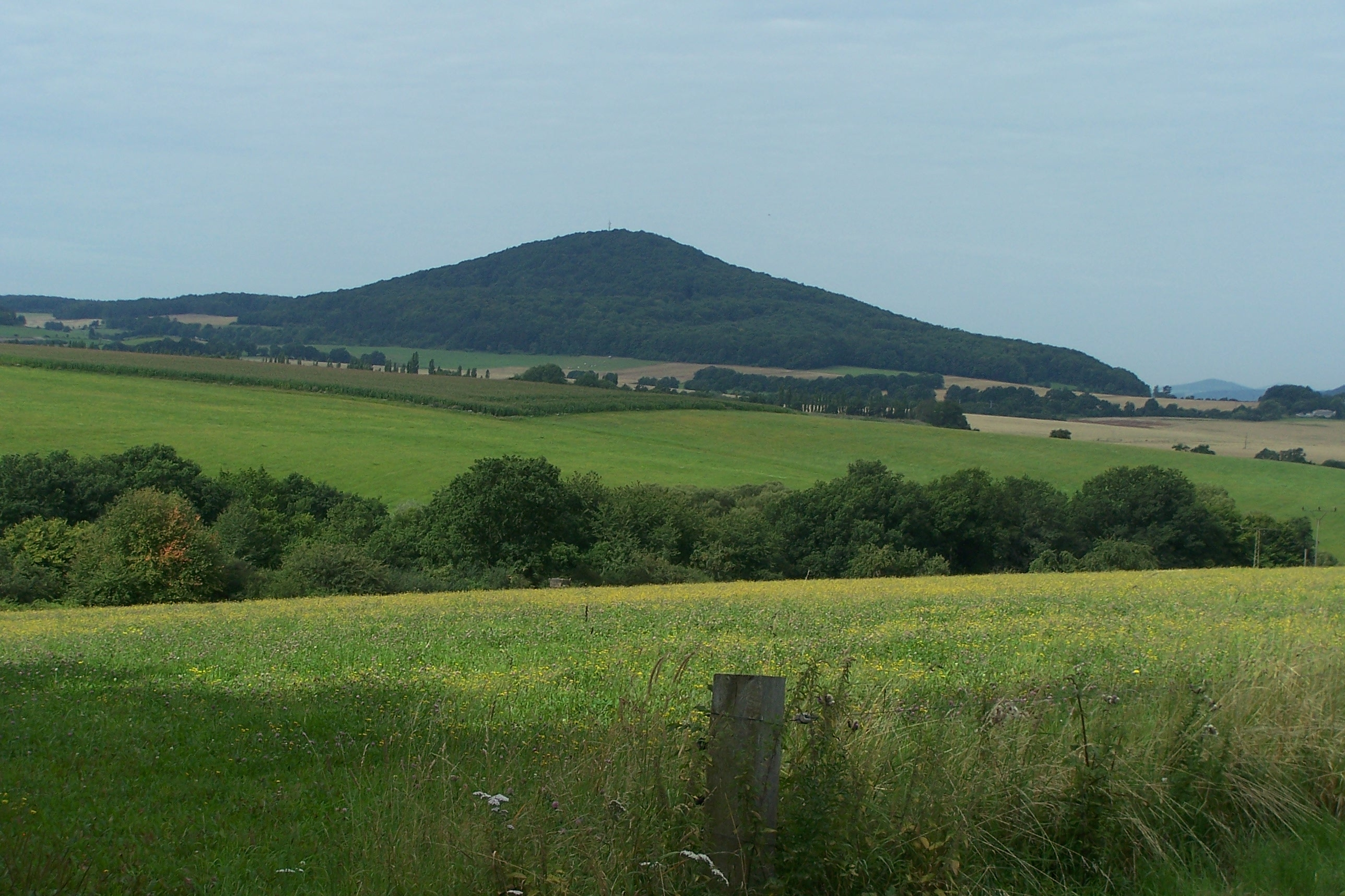
Naturschutzgebiet Arzberg (August 2012)

Das Naturschutzgebiet Arzberg liegt im Wartburgkreis in Thüringen. Es erstreckt sich nordwestlich von Otzbach, einem Ortsteil von Geisa, um den 573 Meter hohen Arzberg herum. Östlich des Gebietes verläuft die Landesstraße L 1026 und südlich die L 2601. Westlich fließt der Wiedenbach und nördlich die Binz.

## Bedeutung
Das 114,2 ha große Gebiet mit der NSG-Nr. 90 wurde im Jahr 1961 unter Naturschutz gestellt.